# 애정이 꽃피는 계절
"애정이 꽃피는 계절"은 1974년에 개봉한 대한민국의 영화이다.

## 캐스팅
- 문주란
- 남진
- 백일섭
- 박남옥
- 김희갑
- 박상규
- 김복순
- 전혜경
- 오항봉
- 장명숙
- 전숙
- 이현목
- 임운학
- 이예성
- 김신명
- 추봉
- 손전
- 권일정